# Ørestadsselskabet
Ørestadsselskabet var et dansk firma der blev oprettet den 24. juni 1992. Selskabet blev i oktober 2007 splittet i to.
Selskabet havde to hovedformål: 
- at bygge Metroen i København og
- udvikle Ørestad.

I 2007 blev selskabet opdelt i to selskaber, Metroselskabet og Arealudviklingsselskabet I/S (nu kendt som By og Havn) , der fremover varetager hvert af de to hovedformål. De nye selskabers opgaver, udover at drive den eksisterende metro og udvikle Ørestad, bliver at udbygge metroen med Cityringen, samt at byudvikle gamle havnearealer i nordhavnen.
Ørestadsselskabet var ejet af Københavns Kommune (55%) og staten (45%) ved trafikministeren.

## Ørestadsselskabets bestyrelse
- Formand: Henning Christophersen
- Næstformand: Medlem af Borgerrepræsentationen Jesper Christensen
- Medlem af Borgerrepræsentationen Bjarne Fey
- Medlem af Borgerrepræsentationen Karin Storgaard
- Formand for LO Hans Jensen
- Projektdirektør, DR, Kjeld Boye-Møller

## Den daglige ledelse
- Adm. direktør Jens Kramer Mikkelsen
- Viceadm. direktør Anne-Grethe Foss
- Teknisk direktør Torben Johansen
- Salgsdirektør Bjarne Vistrup
- Direktør Per Als
- Direktør Lars Mortensen
- Direktør Michael Soetmann

## Eksterne link
Ørestadsselskabets hjemmeside Arkiveret 19. juni 2006 hos  Wayback Machine